# Stiftung Brändi
Brändi ist eine als privatrechtliche Stiftung geführte Non-Profit-Organisation mit Sitz in Kriens, Kanton Luzern. Im Zentrum ihrer Tätigkeit steht die Förderung der beruflichen, gesellschaftlichen und kulturellen Inklusion von Menschen mit Beeinträchtigung.

## Organisation
Brändi setzt sich seit 1968 für Menschen mit geistiger oder körperlicher Beeinträchtigung, Lern- oder psychischer Beeinträchtigung ein. Brändi führt insgesamt 15 eigene Unternehmen an den Standorten Horw, Kriens, Luzern, Sursee, Hochdorf und Willisau. Die Unternehmen sind in 14 Branchen in den Bereichen Produktion und Dienstleistung tätig und arbeiten eng mit Industrie, Gewerbe und dem Kanton zusammen. Im ganzen Kanton Luzern bietet Brändi rund 1100 Arbeits- und Ausbildungsplätze und 340 Wohnmöglichkeiten für Menschen mit Beeinträchtigung an. Mit über 2000 Beschäftigten ist sie eine der grössten Arbeitgeberinnen in der Zentralschweiz. Handelsregisteramt Kanton Luzern, Nummer: CH-100.7.004.808-4.

## Ziele
Mehr möglich machen: Dafür steht Brändi. Denn was für Brändi zählt, sind die Menschen. Personen mit vorwiegend kognitiver oder psychischer Beeinträchtigung erkennen bei Brändi ihre Potenziale, entdecken neue Perspektiven und überwinden vermeintliche Grenzen.

## Finanzierung
Finanziert wird Brändi durch Eigenleistungen, Ausbildungsbeiträge und Beiträge aus Leistungsaufträgen. Die Eigenfinanzierung macht mit über 50 Prozent einen substanziellen Teil der Erträge aus. Weitere Beiträge übernehmen die schweizerische Invalidenversicherung mit der Entschädigung für Ausbildungsleistungen sowie der Kanton Luzern und Luzerner Gemeinden über die Vergütung von Leistungsaufträgen, die dem Gesetz über soziale Einrichtungen (SEG) entsprechen.

## Schwerpunkte
Geschützte Arbeits- und Ausbildungsplätze
Brändi bietet geschützte Arbeits- und Ausbildungsplätze. Von Sonderschulen kommen Personen in die Unternehmen von Brändi, die in der freien Wirtschaft keinen Ausbildungs- oder Arbeitsplatz finden. Zudem besteht von Personen, die aus unterschiedlichen Gründen aus der Wirtschaft ausscheiden, eine Nachfrage nach geschützten Arbeitsplätzen.
Beschaffung von Aufträgen aus Industrie und Gewerbe
Um die Ausbildungs- und Arbeitsplätze für Menschen mit Beeinträchtigung erhalten zu können, sind die Produktionsunternehmen von Brändi dafür verantwortlich, genügend Aufträge zu beschaffen. Brändi erfüllt die technologischen Anforderungen ihrer Auftraggeber und pflegt langjährige Partnerschaften mit Firmen, die regional, national und weltweit tätig sind.
Wohn- und Freizeitangebote
Brändi fördert die Selbständigkeit und Eigenverantwortung von Menschen mit Behinderungen im Wohn- und Freizeitbereich. Brändi strebt die grösstmögliche Selbständigkeit für Menschen mit Beeinträchtigung an. Herausforderungen für künftige Engagements sieht Brändi in der steigenden Lebenserwartung, den wegbrechenden sozialen Netzwerken, der steigenden Nachfrage nach individuellen Wohnmöglichkeiten und dem Mangel an Alterswohnplätzen und Tagesstrukturen für ältere Menschen mit Beeinträchtigung.